# Japan Open Tennis Championships 2007
Il Japan Open Tennis Championships 2007 è stato un torneo di tennis giocato sul cemento.
È stata la 35ª edizione dell'evento, che fa parte dell'International Series Gold nell'ambito dell'ATP Tour 2007.
e della categoria Tier III nell'ambito del WTA Tour 2007.
Si è giocato all'Ariake Coliseum di Tokyo, in Giappone, dal 1º al 5 ottobre 2007.

## Campioni

### Singolare maschile
David Ferrer ha battuto in finale  Richard Gasquet con il punteggio di 6–1, 6–2

### Singolare femminile
Virginie Razzano ha battuto in finale  Venus Williams con il punteggio di 4–6, 7–6(7), 6–4

### Doppio maschile
Jordan Kerr /  Robert Lindstedt hanno battuto in finale  Frank Dancevic /  Stephen Huss con il punteggio di 6–3, 6–3

### Doppio femminile
Tiantian Sun /  Zi Yan hanno battuto in finale  Chia-jung Chuang /  Vania King con il punteggio di 1–6, 6–2, 10–6